# Ophiomusa faceta
Ophiomusa faceta is een slangster uit de familie Ophiolepididae. De wetenschappelijke naam van de soort werd in 1922 gepubliceerd door René Koehler.